# 정글 (2017년 영화)
《정글》(영어: Jungle)은 2017년에 오스트레일리아에서 제작된 그레그 매클레인 감독의 액션, 모험, 드라마, 스릴러 영화이다. 이스라엘인 여행객 요시 긴스버그의 1981년 아마존 우림 여행의 실화를 바탕으로 한다. 다니엘 래드클리프 등이 주연으로 출연하였고 토드 펠먼 등이 제작에 참여하였다. 2017년 11월 9일 엄브렐라 엔터테인먼트가 오스트레일리아에서 개봉했다.

## 줄거리
1980년대 초에 이스라엘인 모험가 요시 긴스버그는 아마존 우림의 깊숙한 곳을 탐험할 목적으로 볼리비아로 여행을 간다. 그곳에서 요시는 스위스 출신 교사 마르쿠스 슈탐과 그의 미국인 사진가 친구인 케빈 게일을 만나게 되고, 세 사람은 라파스의 이스라엘 호스텔에 묵는다. 어느 날 요시는 시장에서 한 낯선 사람을 만나는데, 자신을 오스트리아 출신의 카를 루프레히터라고 밝힌 이 사람은 그가 이곳 밀림을 잘 알고 있으며 밀림 안에서 살고 있는 원주민 부족을 알고 친하게 지내고 있으니 그들을 봐야 한다고 주장한다.
미지의 밀림을 탐험하고 원주민들을 생각에 흥분한 요시는 카를을 믿기로 한다. 요시는 호스텔로 돌아와 마르쿠스와 케빈을 설득해 함께 가려고 한다. 이들은 카를과 그의 이야기에 회의적인 반응을 보이며 거부하지만 요시의 간청에 결국 함께 나선다. 다음 날 세 사람은 한 가게에서 카를과 만나 필요한 물건들을 챙겨서 여정에 나선다. 네 사람은 며칠동안 밀림을 헤쳐 나갔고, 카를이 알고 있는 어느 원주민 마을에 도착한다. 네 사람은 마을에서 하루를 지낸 뒤 다시 밀림 속으로 들어간다.
마르쿠스는 걷는 데 불편함을 느끼는데, 그의 발은 상처로 피투성이가 돼 있었다. 이 때 요시와 케빈은 마르쿠스의 투정에 지쳐 간다. 요시와 케빈, 카를은 앞으로 어떻게 갈지를 상의하는데, 카를이 세 명을 남겨두고 도움을 청하러 가기를 바라지만 이를 요시와 케빈이 반대한다. 케빈은 뗏목을 만들어 강 하류로 내려가자고 한다. 네 사람은 뗏목을 타고 강을 내려가다가 급류를 몇 차례 만나 간신히 헤쳐나간다. 카를은 케빈이 뗏목에서 그의 말을 듣지 않고 지시하려 하자 화를 내며 강가에 뗏목을 댄다. 케빈은 카를이 물을 무서워한다는 것을 알아차리고 수영을 하지 못할 것이라고 추정한다.
마르쿠스와 카를은 여정을 포기하고 사흘을 걸어 라파스로 돌아가기로 결정한다. 요시와 케빈은 여정을 계속 이어나가기로 결정하고 뗏목을 타고 하류로 내려가는데, 급류를 만나 뗏목이 부서지는 바람에 요시와 케빈은 서로 흩어진다.
강물에 떠내려 간 요시는 아무런 생존 도구 없이 밀림 속에서 살아남기 위해 애를 쓰지만 시간이 지나며 방향감각을 잃어가자 희망을 잃기 시작한다. 한편, 케빈은 현지인에게 구조돼 요시가 있는 쿠리플라야에서 약 200km 떨어진 루레나바케로 간다. 루레나바케에서 케빈은 요시를 구조하기 위한 도움을 요청한다. 밀림 위를 비행기로 수색했지만 요시를 찾는 데 실패한 케빈은 여전히 요시가 살아있다고 믿고 현지 뱃사람에게 요시를 찾는 것을 도와달라고 부탁한다. 마침내 케빈은 밀림 속에서 쇠약해져 있던 요시를 찾아내 루레나바케로 데리고 간다.
영화의 후기에서는 카를과 마르쿠스는 이후로 다시는 모습을 보이지 않았으며, 카를은 수배자였다고 말한다. 그리고 마르쿠스에게 이 영화를 바친다며 끝을 맺는다.

## 개봉
2017년 8월 3일에 멜버른 국제 영화제에서 첫 선을 보였다. 2017년 11월 9일에 엄브렐라 엔터테인먼트가 오스트레일리아에서 개봉했다.

## 출연

### 주연
- 다니엘 래드클리프
- 토마스 크레취만
- 알렉스 러셀

### 조연
- 조엘 잭슨
- 릴리 설리번
- 야스민 카심
- 야첵 코먼
- 앤지 밀리컨
- 루이스 호세 로페스
- 패리스 몰레티
- 조이 비에이라

### 기타
- 원작자: 요시 긴스버그
- 사운드디자인: 크리스 구디스
- 미술: 매튜 풋랜드
- 세트: 저스틴 던
- 의상: 바네사 로
- 배역: 벤 파킨슨

## 평가
로튼 토마토에서는 2019년 10월 19일 기준으로 60%의 평론가들로부터 긍정적인 평을 받았으며, 평균 5.73/10의 점수를 받았다. 메타크리틱에서는 48/100의 점수를 받았다.
영화 평론가 앨릭스 매클레비는 디 A.V. 클럽에서 이 영화에 B−의 평가를 주었고, 영화 평론가 조너선 바컨은 드레드 센트럴에서 5점 만점에 4.5점을 주며 "의심의 여지 없이 올해에 봤던 영화 가운데 가장 흥분되고 짜릿하며 자극적이다"라고 밝혔다.

### 수상
영화를 촬영한 스테판 두시오는 제7회 AACTA 어워드에서 촬영상 후보로 뽑혔다.